# Jan Maniecki (rolnik)
Jan Maniecki, ps. „Marian Józiński” (ur. 2 grudnia 1895 w Brzączowicach, zm. po 21 stycznia 1945 w Dobczycach) – polski rolnik, sierżant rezerwy Wojska Polskiego, działacz niepodległościowy, kawaler Orderu Virtuti Militari.

## Życiorys
Urodził się 2 grudnia 1895 we wsi Brzączowice, w ówczesnym powiecie myślenickim Królestwa Galicji i Lodomerii, w rodzinie Franciszka i Marii z Żaków. Ukończył szkołę powszechną w Droginii. Mając 12 lat rozpoczął pracę jako uczeń rzeźbiarstwa i kamieniarstwa. W 1913 został członkiem Związku Strzeleckiego.
16 sierpnia 1914 wstąpił do Legionów Polskich. Walczył w szeregach 1. kompanii 3 pułku piechoty. W 1916 został ranny pod Rarańczą. 28 marca 1917 został wymieniony we wniosku na odznaczenie austriackim Krzyżem Wojskowym Karola. Po bitwie pod Kaniowem (11 maja 1918) wstąpił do Polskiej Organizacji Wojskowej. W listopadzie 1918 wstąpił do 1 batalionu strzelców Wojska Polskiego w Krakowie i w jego szeregach walczył na wojnie z Ukraińcami. W maju 1919 z całym batalionem został wcielony do 18 pułku piechoty. Z tym oddziałem walczył na wojnie z bolszewikami. 28 sierpnia 1920 podporucznik Stanisław Baster, dowódca 10. kompanii 18 pp we wniosku na odznaczenie sierżanta „Mariana Józińskiego” Orderem Virtuti Militari napisał: „w czasie wszystkich bitew znad Berezyny odznaczał się szczególną odwagą, nie tracąc ducha i zimnej krwi i przez dłuższy czas z powodu braku oficerów dowodził 10. kompanią. W czasie bitwy pod Grannem na północ od Janowa nad Bugiem dnia 1 sierpnia 1920, gdy bolszewicy przeszli do kontrataku sierżant Józiński Marian jako dowódca plutonu, pomimo że niektóre nasze oddziały zaczęły się cofać z powodu silnego naporu nieprzyjacielskiego, wytrwał na swojej pozycji odpierając atak nieprzyjaciela przez co przyczynił się do utrzymania naszej linii. W bitwie tej ranny w obydwie nogi nie upadł na duchu i oddawszy dowództwo plutonu swemu zastępcy, zachęcając żołnierzy do wytrzymania swojej pozycji został wyniesiony z pola bitwy przez sanitariuszy”.
W 1922, po zwolnieniu z wojska, wrócił do rodzinnej wsi. W 1933 był prezesem koła Bezpartyjnego Bloku Współpracy z Rządem w Brzączowicach. Zmarł 21 stycznia 1945 w Dobczycach na zawał mięśnia sercowego. Był żonaty, miał syna Mariana (ur. 14 marca 1929).

## Ordery i odznaczenia
- Krzyż Srebrny Orderu Wojskowego Virtuti Militari nr 2432 – 13 kwietnia 1921[10][11][12]
- Krzyż Niepodległości – 25 lipca 1933 „za pracę w dziele odzyskania niepodległości”[13][14][15]
- Krzyż Walecznych trzykrotnie[5][16] (po raz pierwszy „w zamian za Krzyż Kaniowski”[17])
- Krzyż Honorowy 3 pułku piechoty Legionów Polskich[5]
- Odznaka pamiątkowa II Brygady Legionów Polskich[5]
- Gwiazda Przemyśla[5]
- Odznaka pamiątkowa „Orlęta”[5]
- Medal Zwycięstwa[5]
- Srebrny Medal Waleczności 2 klasy[5]